# Paul Herijgers
Paul Herijgers, überwiegend Herygers (* 22. November 1962 in Herentals), ist ein ehemaliger belgischer Cyclocrossfahrer.
In seiner Profikarriere von 1992 bis 1999 konnte er unter anderem zweimal den belgischen Meistertitel erringen (1993, 1997) und wurde im Jahr 1994 Weltmeister im Querfeldeinrennen. Darüber hinaus gewann er von 1993 bis 1997 fünfmal in Folge die Gesamtwertung der GvA Trofee und konnte die erste Gesamtwertung des Cyclocross-Weltcups im Jahr 1994 für sich entscheiden. Er bestritt auch Straßenrennen.

## Erfolge
1992
- Kasteelcross Zonnebeke

1993
- Belgischer Crossmeister
- Kasteelcross Zonnebeke
- Ziklokross Igorre
- Veldrit Gieten
- Krawatencross

1994
- Cyclocross-Weltmeister
- Kasteelcross Zonnebeke
- Veldrit Gieten
- Vlaamse Aardbeiencross
- Krawatencross
- Duinencross Koksijde
- Jaarmarktcross Niel

1995
- Kasteelcross Zonnebeke
- Cyclocross Ruddervoorde
- Azencross
- Krawatencross
- Jaarmarktcross Niel
- Internationale Sluitingsprijs

1996
- Kasteelcross Zonnebeke
- Vlaamse Aardbeiencross
- Noordzeecross
- Cyklokros Tábor
- Internationale Sluitingsprijs

1997
- Belgischer Crossmeister
- Centrumcross Surhuisterveen
- Noordzeecross
- Internationale Sluitingsprijs